# سن خاویر، نیوفلو د چاوز
سن خاویر (سن فرانسیسکو زاوییر د لوس پینوکاس یا سن زاوییر) مرکز شهرداری سن خاویر در استان نیوفلو د چاوز، شهرستان سانتا کروز، بولیوی است. مأموریت سن خاویر به عنوان بخشی از مأموریت‌های یسوعیان چیکیتوس شناخته می‌شود که در سال ۱۹۹۰ به عنوان یک میراث جهانی اعلام شد.